# Smilodon

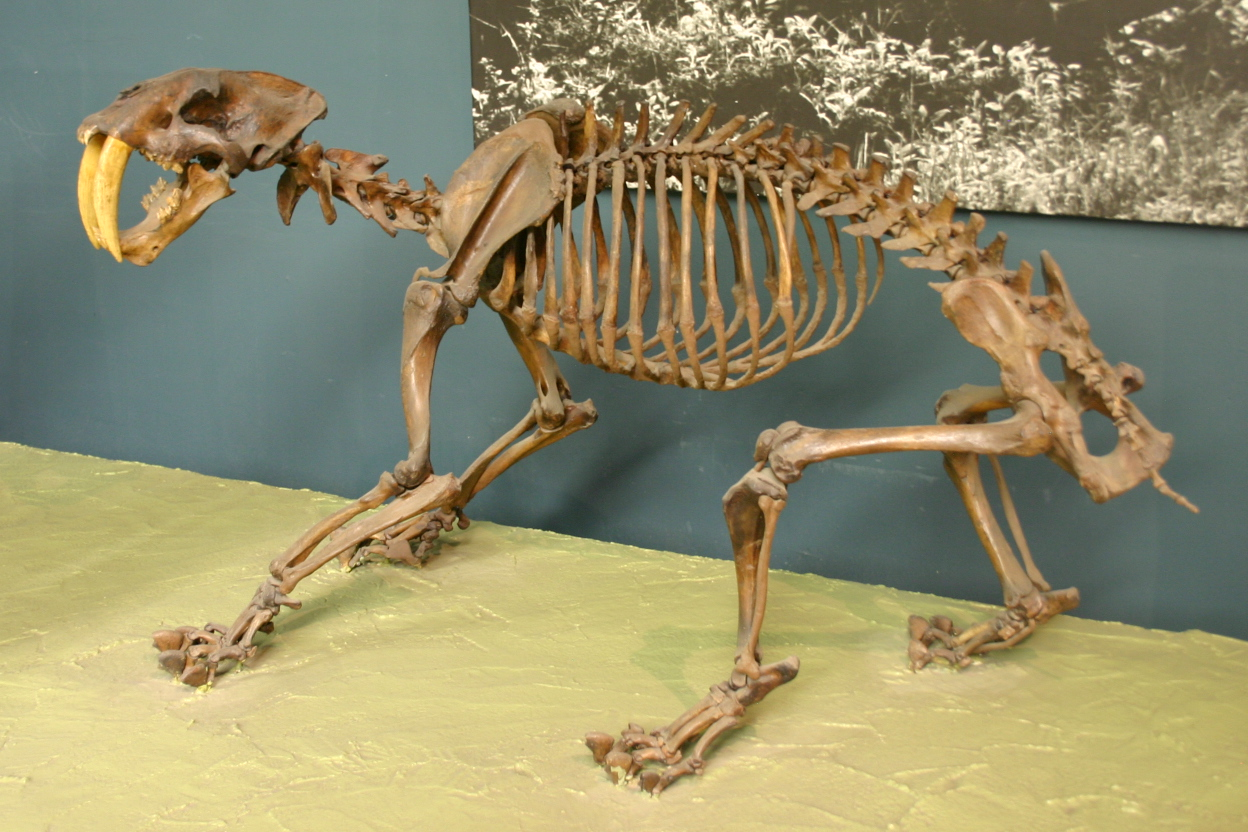
Scheletul unui tigru cu dinți-sabie la Muzeul din Washington

Smilodon (cunoscut în mod eronat și ca tigrul cu dinți-sabie) a fost o specie de felină cu colți de tip pumnal. A trăit cu 1,6 milioane — 10.000 de ani în urmă, pe teritoriul Americii de Nord. Smilodonul era un prădător de temut, care putea ataca, individual: bizoni diluviali, cămile, antilope, cerbi și cai sălbatici. În grupuri mari, acești tigri atacau cu succes chiar rinoceri și mastodonți, rude ale mamuților. Fosile au fost descoperite în Asia, Africa și America de Sud. În ciuda numelui, nu era un tigru și mulți specialiști pun la îndoială și faptul că ar fi fost felină. 